# أمستردام (أوهايو)
أمستردام (بالإنجليزية: Amsterdam)‏ هي مدينة أمريكية تقع في ولاية أوهايو. تبلغ مساحة هذه المدينة 0.8 (كم²)،ويبلغ عدد سكانها 568 نسمة حسب إحصاء سنة 2010 م 568.تشير إحصاءات سنة 2000م بأن الكثافة السكانية في هذه المدينة تقدر بـ(697.1) نسمة/كم2 

## التركيبة السكانية
قام مكتب تعداد الولايات المتحدة بتحديد بيانات التركيبة السكانية لأمستردام في تعداد الولايات المتحدة. في ما يلي، التركيبة السكانية حسب تعدادي 2000 و2010.

### تعداد عام 2000
بلغ عدد سكان أمستردام 568 نسمة بحسب تعداد عام 2000، وبلغ عدد الأسر 231 أسرة وعدد العائلات 155 عائلة مقيمة في القرية. في حين سجلت الكثافة السكانية 1,805.5 نسمة لكل ميل مربع (697.1/كم2). وبلغ عدد الوحدات السكنية 251 وحدة بمتوسط كثافة قدره 797.8 نسمة لكل ميل مربع (308.0/كم2).
وتوزع التركيب العرقي للقرية بنسبة 98.59% من البيض و 1.23% من الأمريكيين الأصليين و 0.18% من الأمريكيين الأفارقة.
بلغ عدد الأسر 231 أسرة كانت نسبة 31.6% منها لديها أطفال تحت سن الثامنة عشر تعيش معهم، وبلغت نسبة الأزواج القاطنين مع بعضهم البعض 49.4% من أصل المجموع الكلي للأسر، ونسبة 11.7% من الأسر كان لديها معيلات من الإناث دون وجود شريك، وكانت نسبة 32.9% من غير العائلات. تألفت نسبة 29.4% من أصل جميع الأسر من أفراد ونسبة 17.3% كانوا يعيش معهم شخص وحيد يبلغ من العمر 65 عاماً فما فوق. وبلغ متوسط حجم الأسرة المعيشية 3.01، أما متوسط حجم العائلات فبلغ 2.46.
بلغ العمر الوسطي للسكان 36 عاماً. وكانت نسبة 27.1% من القاطنين تحت سن الثامنة عشر، وكانت نسبة 6.0% بين الثامنة عشر والأربعة وعشرون عاماً، ونسبة 29.8% كانت واقعةً في الفئة العمرية ما بين الخامسة والعشرون حتى والأربعة وأربعون عاماً، ونسبة 18.5% كانت ما بين الخامسة والأربعون حتى الرابعة والستون، ونسبة 18.7% كانت ضمن فئة الخامسة والستون عاماً فما فوق. يوجد لكل 100 أنثى 93.2 ذكر، ويوجد لكل 100 أنثى في الثامنة عشر من عمرها فما فوق 92.6 ذكر.
بلغ متوسط دخل الأسرة في القرية 24,583 دولار، أما متوسط دخل العائلة فبلغ 29,107 دولار. وكان متوسط دخل الذكور 28,125 دولار مقابل 14,750 دولار للإناث. وسجل دخل الفرد الخاص بالقرية 11,225 دولار. وكانت نسبة 18.5% من العائلات ونسبة 23.7% من السكان تحت خط الفقر، وكان من هؤلاء نسبة 38.6% تحت سن الثامنة عشر ونسبة 8.1% في الخامسة والستين من العمر وما فوق.

### تعداد عام 2010
بلغ عدد سكان أمستردام 511 نسمة بحسب تعداد عام 2010، وبلغ عدد الأسر 204 أسرة وعدد العائلات 133 عائلة مقيمة في القرية. في حين سجلت الكثافة السكانية 1,596.9 نسمة لكل ميل مربع (616.6/كم2). وبلغ عدد الوحدات السكنية 235 وحدة بمتوسط كثافة قدره 734.4 لكل ميل مربع (283.6/كم2).
وتوزع التركيب العرقي للقرية بنسبة 99.0% من البيض و 0.2% من الأمريكيين الأصليين و 0.2% من الأمريكيين ذوي الأصول الآسيوية و 0.6% من عرقين مختلطين أو أكثر.
بلغ عدد الأسر 204 أسرة كانت نسبة 33.3% منها لديها أطفال تحت سن الثامنة عشر تعيش معهم، وبلغت نسبة الأزواج القاطنين مع بعضهم البعض 48.5% من أصل المجموع الكلي للأسر، ونسبة 11.8% من الأسر كان لديها معيلات من الإناث دون وجود شريك، بينما كانت نسبة 4.9% من الأسر لديها معيلون من الذكور دون وجود شريكة وكانت نسبة 34.8% من غير العائلات. تألفت نسبة 30.4% من أصل جميع الأسر من أفراد ونسبة 14.8% كانوا يعيش معهم شخص وحيد يبلغ من العمر 65 عاماً فما فوق. وبلغ متوسط حجم الأسرة المعيشية 3.12، أما متوسط حجم العائلات فبلغ 2.50.
بلغ العمر الوسطي للسكان 39.6 عاماً. وكانت نسبة 25% من القاطنين تحت سن الثامنة عشر، وكانت نسبة 6.5% بين الثامنة عشر والأربعة وعشرون عاماً، ونسبة 26.9% كانت واقعةً في الفئة العمرية ما بين الخامسة والعشرون حتى والأربعة وأربعون عاماً، ونسبة 25.3% كانت ما بين الخامسة والأربعون حتى الرابعة والستون، ونسبة 16.2% كانت ضمن فئة الخامسة والستون عاماً فما فوق. وتوزع التركيب الجنسي للسكان بنسبة 46.4% ذكور و53.6% إناث.